# Fanny Godin
Fanny Félicie Florentine Pardon-Godin (Hoei, 27 mei 1902 – Zoutleeuw, 7 september 2014) was als bijna 110-jarige (sinds het overlijden van de toen 111-jarige Germaine Degueldre op 11 mei 2012) de oudste levende persoon in België. Ze was tevens de oudste persoon van Belgische oorsprong (bij het overlijden van de bijna 112-jarige Maria Richard (Florenville, 28 november 1900) uit Frankrijk, op 12 oktober 2012). Anno 2018 is ze met een leeftijd van 112 jaar en ruim drie maanden nog steeds de tweede oudste Belgische persoon ooit (na Joanna Turcksin).
Fanny verkeerde tot vlak voor haar dood in zeer goede gezondheid. Zo stapte ze nog zelfstandig rond, met de hulp van een wandelstok, en voerde ze nog elke dag fysieke activiteiten uit samen met de andere bewoners van het rusthuis. Tot de leeftijd van 110 jaar ging ze nog één tot twee keer per maand zwemmen. Ook mentaal was ze nog goed bij de les en ze las nog elke dag, zonder bril, de krant. Om haar geest te trainen vulde ze elke dag een kruiswoordraadsel in. Enkel haar gehoor liet het af en toe weleens afweten.
Godin werd geboren in Hoei en huwde in 1941 met de Brusselaar Jacques Pardon (1907-1977), met wie ze één gehuwde, doch kinderloze dochter had, genaamd Claude. Ze was sinds haar 106e woonachtig in een verzorgingstehuis te Zoutleeuw. Daarvoor woonde ze bij haar dochter én tot haar 102e zelfs nog helemaal alleen op een appartement in Elsene.